# Ozola picaria
Ozola picaria är en fjärilsart som beskrevs av Swinhoe 1892. Ozola picaria ingår i släktet Ozola och familjen mätare. Inga underarter finns listade i Catalogue of Life.